# The Woodlands
The Woodlands  est une ville nouvelle et census-designated place (CDP) des comtés de Montgomery et de Harris, au Texas, aux États-Unis.